# Stimulator Cars
Stimulator Cars war ein britischer Hersteller von Automobilen.

## Unternehmensgeschichte
Les Hindley gründete 1988 das Unternehmen in Paignton in der Grafschaft Devon. Er begann mit der Produktion von Automobilen und Kits. Der Markenname lautete Stimulator. 1997 endete die Produktion. Insgesamt entstanden etwa 25 Exemplare.

## Fahrzeuge
Im Angebot stand nur ein Modell. Es war vom Lotus Seven inspiriert, aber etwas größer dimensioniert. Die Basis bildete ein Spaceframe-Rahmen. Darauf wurde eine offene zweisitzige Karosserie montiert. Motoren von Alfa Romeo sowie V8-Motoren von Rover und amerikanischen Herstellern mit bis zu 400 PS trieben die Fahrzeuge an.